# Тимошовка (Полтавская область)
Тимошовка (укр. Тимошівка) — село,
Гриньковский сельский совет,
Глобинский район,
Полтавская область,
Украина.
Код КОАТУУ — 5320681702. Население по переписи 2001 года составляло 144 человека.

## Географическое положение
Село Тимошовка находится между сёлами Бугаевка и Гриньки (3 км).
Рядом проходит автомобильная дорога Н-08.

## Экономика
- Молочно-товарная ферма.